# Prolaminy
Prolaminy – białka obecne w nasionach traw, w tym zbóż, w których – poza owsem i ryżem – stanowią główne białka zapasowe obecne w bielmie. Charakteryzują się dużą zawartością glutaminy i proliny (łącznie do 70%, choć w niektórych prolaminach może to być jedynie 30%); od tych aminokwasów pochodzi ich nazwa. Ich cechą charakterystyczną jest rozpuszczalność w stężonych roztworach wodnych niskocząsteczkowych alkoholi, np. 60–70% etanolu lub 50–55% propanolu (niektóre prolaminy muszą zostać wstępnie zredukowane, aby stały się rozpuszczalne w takich układach). Ich masa cząsteczkowa jest zróżnicowana i wynosi 10–100 tys. Da.
Przykłady:
- gliadyna (pszenica)
- sekalina (żyto)
- hordeina (jęczmień)
- awenina (owies)
- zeina (kukurydza)